# Servier
Servier Laboratories é uma empresa farmacêutica francesa de propriedade privada, especializada em medicamentos para cardiologia e reumatologia, bem como para diabetes e depressão.